# Чёрная звезда (полуклассическая гравитация)
Чёрная звезда́ — гипотетический космический объект, теоретическая модель которого является альтернативой модели чёрной дыры в общей теории относительности (ОТО).
Модель чёрной звезды разработана в полуклассической теории гравитации.
Подобные объекты должны существовать и в системе, описываемой уравнениями Эйнштейна — Максвелла — Дирака, которая является предельным случаем (супер)классической квантовой электродинамики, и в системе, описываемой уравнением Эйнштейна — Янга — Миллса — Дирака, которая является предельным случаем (супер)классической Стандартной модели.
В чёрной звезде отсутствует горизонт событий, и она может представлять собой переходную стадию между коллапсирующей звездой и сингулярностью, но может и не являться таковой.
Чёрная звезда образуется, когда материя звезды сжимается со скоростью, существенно меньшей скорости свободного падения гипотетической частицы к центру своей звезды, при этом квантовые процессы создают поляризацию вакуума, которая, в свою очередь, порождает вырожденный газ, препятствуя пространству-времени (и частицам внутри него) занимать одно и то же место в одно и то же время. Выделяющаяся при этом энергия теоретически не ограничена, и если процесс пойдёт достаточно быстро, он может остановить возникновение сингулярности из коллапсирующей звезды: постоянное сокращение скорости коллапса ведёт к росту его продолжительности до бесконечности, или асимптотическому приближению к радиусу меньше нуля.
Чёрная звезда с радиусом, несколько большим, чем предсказано горизонтом событий для чёрной дыры такой же массы, будет очень тёмной, потому что почти всё её излучение будет «втянуто» звездой обратно, и весьма сильным будет гравитационное красное смещение.
Чёрная звезда проявится почти так же, как чёрная дыра[прояснить].
Она будет испускать излучение Хокинга, в качестве виртуальных частиц, образующихся в её окрестностях, поскольку некоторые частицы могут покинуть её окрестности, а другие остаются «в ловушке». Кроме того, это создаст тепловое планковское излучение, которое будет напоминать излучение Хокинга от чёрной дыры того же размера.
Внутренность чёрной звезды будет представлять собой странное состояние пространства-времени. Температура чёрной звезды возрастает от поверхности к центру.